# Geniates flaviventris
Geniates flaviventris är en skalbaggsart som beskrevs av Frey 1976. Geniates flaviventris ingår i släktet Geniates och familjen Rutelidae. Inga underarter finns listade i Catalogue of Life.